# Leptecophylla pomarae
Leptecophylla pomarae är en ljungväxtart som först beskrevs av Asa Gray och som fick sitt nu gällande namn av Carolyn M. Weiller.
Leptecophylla pomarae ingår i släktet Leptecophylla och familjen ljungväxter. Inga underarter finns listade i Catalogue of Life.